# Poruciîn, Berejanî
Poruciîn (în ucraineană Поручин) este un sat în comuna Bișce din raionul Berejanî, regiunea Ternopil, Ucraina.

## Demografie
Componența lingvistică a localității Poruciîn
     Ucraineană (100%)
Conform recensământului din 2001, toată populația localității Poruciîn era vorbitoare de ucraineană (100%).